# Международно летище Хартсфилд-Джаксън Атланта
Международното летище Хартсфилд-Джаксън Атланта (на английски: Hartsfield–Jackson Atlanta International Airport) е голямо международно летище, обслужващо Атланта, Джорджия, САЩ. Разположено е на 16 km южно от центъра на града. Наречено е в чест на кметовете на града Уилям Хартсфилд и Мейнард Джаксън. Това е най-натовареното летище по брой пътници в света от 1998 г. насам.
Летището разполага със 192 гейта (най-много от което и да е летище по света) – 152 вътрешни и 40 международни. Покрива площ от 1902 хектара и има пет успоредни писти.
Хартсфилд-Джаксън е основен хъб на Delta Air Lines и е честа спирка за нискотарифните Frontier Airlines и Southwest Airlines. С над 1000 полета на ден до 225 вътрешни и външни дестинации, това е най-големият авиационен хъб в света. Летището обслужва полети до Северна Америка, Южна Америка, Централна Америка, Европа, Азия и Африка. Голяма част от полетите му, обаче, са вътрешни.

## История
Хартсфилд-Джаксън започва с петгодишен, наем на 116 хектара земя, обхващащи изоставена състезателна писта. Договорът е подписан на 16 април 1925 г. от кмета Уолтър Симс, който се ангажира да създаде летище в града. Като част от договора, имотът е наречен Кандлер Филд по името на бившия му собственик, магнат на Кока Кола и бивш кмет на Атланта Ейза Григс Кандлер.
Първият самолет каца на летището на 15 септември 1926 г., пренасящ поща от Джаксънвил, Флорида. През май 1928 г. Pitcairn Aviation започват да предлагат редовни полети до Атланта, следвани от Delta Air Service през юни 1930 г. По-късно, тези авиолинии, вече познати под имената съответно Eastern Air Lines и Delta Air Lines, решават да използват Атланта като свой главен хъб.
Още от създаването си, това е натоварено летище. Към края на 1930 г. се нарежда на трето място след Ню Йорк и Чикаго по количество ежедневни полети. Първата контролна кула на летището е построена през март 1939 г.
През октомври 1940 г. правителството на САЩ го обявява за военновъздушна база и ВВС на САЩ започват да помещават самолетите си на него. През Втората световна война летището удвоява размерите си и поставя рекорд от 1700 излитания и кацания за един ден. След войната военните сили се изнасят от летището.
През 1964 г. от летището започва да летят трансатлантически до Европа през Вашингтон, а през 1971 – 1972 г. започват първите международни преки полети до Мексико и Ямайка. Преките полети до Европа започват през 1978 г., а до Азия – през 1992 – 1993 г.
Летището е преименувано през 1971 г. на Летище Уилям Хартсфилд Атланта в чест на бившия кмет на града Уилям Хартсфилд, който е починал по-рано през годината..
Градският съвет на Атланта гласува на 20 октомври 2003 г. да преименува летището на Хартсфилд-Джаксън Атланта, в памет на бившия кмет Мейнард Джаксън, който умира по-рано през годината. Съветът планира да премахне името на Хартсфилд от официалното име на летището, но обществените протести го предотвратяват.
На 27 май 2006 г. отваря петата писта на летището, позволяваща едновременното кацане на три самолета. Освен нея, е построена и нова контролна кула – най-високата в САЩ (121 m). Старата е разрушена.
В днешно време, предоставяйки работа на 55 300 служители, летището е най-големият работодател в Атланта и има пряко и косвено влияние върху икономиката на града. През декември 2015 г. летището става първото в света, обслужило 100 милиона пътници в рамките на година.